# 邊尾平鮋
邊尾平鮋，為輻鰭魚綱鮋形目鮋亞目平鮋科的其中一種，為溫帶海水魚，分布於西北太平洋日本岩手縣至千島群島南部海域，棲息深度0-120公尺，體長可達32公分，棲息在沿岸淡鹹水、河口區，稚魚具漂浮性，卵胎生，生活習性不明。